# 王海林 (1955年)
王海林（1955年3月—），山西静乐人。中华人民共和国政治人物。
1979年加入中国共产党。四川大学化工系无机化工专业毕业，四川省社会科学院研究生部工业经济管理专业研究生学历。历任成都军区企业管理局处长，四川省经济贸易委员会处长；阿坝州副州长、州委常委；自贡市委副书记、代市长、市长、市委书记、市人大常委会主任等职。2008年起担任全国人大代表。2011年3月任四川经济和信息化委员会主任兼省中小企业局局长。